# Иван Ерулски
Иван Ерулски е български писател, деец на културата.
Работил е като учител, журналист, организатор на културна и издателска дейност в Двореца на културата в Перник. Сега работи в Регионалия исторически музей, Перник.

## Произведения
- Страх от края на деня. Народна младеж, С., 1989.
- Следи от разпятието. Перник, 1991.
- Уморени от любов. Перник, 1992.
- Ерул – мит или история. Перник, 1992.
- Бели дъждове. Перник, 1993.
- Златодобивът в Трънско. Перник, 1994.
- Мостови (на сръбски, в съавторство). Белград, 1995.
- Петко Напетков от Джоганица, дето обича да яде много баница. Перник, 1994.
- Дворецът. Перник, 1997.
- Муза и дух. Перник, 1997.
- Автограф за Перник. Перник, 1998.
- Не помня казах ли ти довиждане (на сръбски, в съавторство), Подгорица, 1999.
- Любовта на ястреба. Перник, 1996.
- Живи огнища. Перник, 1997.
- Старите родове на Перник. (две издания). Перник, 1995, 2000.
- Уморена жажда. Изд. Захари Стоянов, С., 2001.
- Трагови распеча ((sr)). Белград, 2001.
- Концерт по време на слънчево затъмнение. Перник, 2000.
- Приказка за черната змия (превод от сръбски, в съавторство). Перник, 2000.
- Към новия изгрев. Перник, 1999.
- Селищни имена в Пернишки регион. Перник, 1993.
- Една невероятна съдба. Перник, 1998.
- Разказвателница. Изд. Захари Стоянов, С., 2000.
- Бегачът. Перник, 2003.
- Бобораци (в съавторство). Перник, 2002.
- Съратникът на Гоце Делчев. Перник, 2003.
- Из миналото на село Ноевци. Перник, 2005.
- Храмът. Перник, 2005.
- Завръщане с вълци. Перник, 2005.
- Покровителят. Перник, 2006.
- Манастир „Света Троица“. Перник, 2006.
- Из миналото на село Поцърненци. Перник, 2006.
- Из миналото на село Долна Диканя. Перник, 2007.
- Българийо, за Теб те …. Перник, 2007.
- Те, Големите от Долна Диканя. Перник, 2007.
- Ветрове от Ибър (стихове, превод от сръбски, в съавторство). Перник, 2007.
- Из миналото на село Долна Секирна. Перник, 2007.